# Heterosphaeriopsis fulvodisca
Heterosphaeriopsis fulvodisca är en svampart som först beskrevs av Narcisse Theophile Patouillard, och fick sitt nu gällande namn av Hafellner 1979. Heterosphaeriopsis fulvodisca ingår i släktet Heterosphaeriopsis, klassen Dothideomycetes, divisionen sporsäcksvampar och riket svampar.   Inga underarter finns listade i Catalogue of Life.